# Cristian Bottero
Cristian José Bottero (San Francisco, Córdoba, Argentina; 31 de enero de 1977) es un exfutbolista argentino nacionalizado ecuatoriano.

## Clubes
| Club                 | País    | Año       |
| -------------------- | ------- | --------- |
| San Luis FC          | México  | 1997-1999 |
| Aguascalientes       | México  | 1998      |
| Macará               | Ecuador | 1999-2000 |
| Delfín SC            | Ecuador | 2001-2002 |
| Deportivo Cuenca     | Ecuador | 2003      |
| Emelec               | Ecuador | 2004      |
| Macará               | Ecuador | 2005-2007 |
| Universidad Católica | Ecuador | 2008      |

## Palmarés

### Campeonatos nacionales
| Título                                   | Club   | País    | Año  |
| ---------------------------------------- | ------ | ------- | ---- |
| Campeonato Ecuatoriano de Fútbol Serie B | Macará | Ecuador | 2005 |

### Distinciones individuales
| Distinción                                         | Año  |
| -------------------------------------------------- | ---- |
| Goleador del Campeonato Ecuatoriano de Fútbol 1999 | 1999 |